# 凯尔任足球俱乐部
上下凯尔任97足球俱乐部（UN Käerjéng 97，全称Uewer Nidder Käerjeng 97）是盧森堡的一家足球俱樂部，主場位於巴沙拉日。球隊现比赛于卢森堡足球荣誉联赛。

## 外部連結
- UN Käerjéng 97 official website（页面存档备份，存于）